# Michel Kelber
Michel Kelber (Kíev, Ucraïna, 9 d'abril de 1908 - Boulogne-Billancourt, 23 d'octubre de 1996) va ser un director de fotografia francès d'origen ucraïnès. Va anar a França per primer cop amb la seva família el 1912, però quan van tornar per passar les vacances d'estiu el 1914 els va sorprendre la Primera Guerra Mundial. El 1919 es va establir definitivament a París, on va estudiar arquitectura a l'École des Beaux-Arts, però el 1928 deixà els estudis per unir-se a Boris Kaufman com a assistent de fotografia. Després va participar en pel·lícules d'avantguarda i sota la direcció de Harry Stradling. El 1932 va treballar en curtmetratges de Claude Autant-Lara i el 1933 va participar en el seu primer llargmetratge, Incognito de Kurt Gerrons. Abans de la Segona Guerra Mundial treballà amb Marc Allégret (Zouzou), Kurt Bernhardt (L'or dans la rue), Marcel L'Herbier, Julien Duvivier), G. W. Pabst, Robert Siodmak i Autant-Lara (L'affaire du courrier de Lyon)
Durant l'ocupació de França pel Tercer Reich va treballar a Suïssa amb directors com Max Ophüls i Jacques Feyder, i fins i tot el 1942 va treballar a l'Espanya franquista. En acabar la guerra va tornar a París i va treballar amb grans directors com Jean Cocteau i René Clair, i fou director de fotografia a French Cancan de Jean Renoir, probablement la millor pel·lícula en color. Després fou el director de fotografia de les pel·lícules on sortia Eddie Constantine, i col·laborà també a diverses pel·lícules espanyoles, com Calle Mayor de Juan Antonio Bardem. Durant la seva llarga vida artística fou director de fotografia d'actors com Bette Davis, Jean Gabin, Gérard Philipe, Anthony Quinn, Romy Schneider, Nadja Tiller, Danielle Darrieux, Gina Lollobrigida, Olivia de Havilland, Curd Jürgens, Raf Vallone, Jean Seberg, Gert Fröbe, Hildegard Knef, Jeanne Moreau, Hardy Krüger, Horst Buchholz, Adolphe Menjou i fins i tot Elvis Presley.

## Filmografia
- 1932: Un client sérieux, curtmetratge de Claude Autant-Lara
- 1932: Invite Monsieur à dîner, curtmetratge de Claude Autant-Lara
- 1933: Son altesse voyage (Incognito) de Kurt Gerron
- 1934: L'Or dans la rue de Curtis Bernhardt
- 1934: Les Filles de la concierge de Jacques Tourneur
- 1934: Zouzou de Marc Allégret
- 1935: Les Époux scandaleux de Georges Lacombe
- 1935: Le Commissaire est bon enfant de Jacques Becker i Pierre Prévert
- 1935: Les Beaux Jours de Marc Allégret
- 1935: La Route impériale de Marcel L'Herbier
- 1935: L'École des cocottes de Pierre Colombier
- 1935: Baccara d'Yves Mirande í Léonide Moguy (premier assistant-réalisateur)
- 1936: Sous les yeux d'Occident de Marc Allégret
- 1936: Le Mioche de Léonide Moguy
- 1936: La Vie parisienne de Robert Siodmak
- 1936: Aventure à Paris de Marc Allégret
- 1937: Les Nuits blanches de Saint-Pétersbourg de Jean Dréville
- 1937: Trois, six, neuf de Raymond Rouleau
- 1937: Un carnet de bal de Julien Duvivier
- 1937: Gribouille de Marc Allégret
- 1937: L'Affaire du courrier de Lyon de Maurice Lehmann i Claude Autant-Lara
- 1938: La Tragédie impériale de Marcel L'Herbier
- 1938: Hercule d'Alexander Esway i Carlo Rim
- 1938: Le Ruisseau de Maurice Lehmann i Claude Autant-Lara
- 1938: J'étais une aventurière de Raymond Bernard
- 1938: Accord final d'Ignacy Rosenkranz (I.R. Bay)
- 1939: La Brigade sauvage de Jean Dréville i Marcel L'Herbier
- 1939: L'Esclave blanche de Marc Sorkin
- 1939: Jeunes filles en détresse de Georg Wilhelm Pabst
- 1939: Pièges de Robert Siodmak
- 1940: Tempête sur Paris (Tempête) de Bernard-Deschamps
- 1942: Une femme disparaît de Jacques Feyder
- 1942: Intriga d'Antonio Fernández-Román
- 1942: Goyescas de Benito Perojo
- 1943: Castillo de naipes de Jerónimo Mihura
- 1943: El Escándalo de José Luis Sáenz de Heredia
- 1944: Lola Montes d'Antonio Fernández-Román
- 1945: El fantasma y Doña Juanita de Rafael Gil
- 1945: Bambú de José Luis Sáenz de Heredia
- 1946: Misión blanca de Juan de Orduña
- 1946: El Doncel de la reina d'Eusebio Fernández Ardavín
- 1946: Pétrus de Marc Allégret
- 1947: Confidencia de Jerónimo Mihura Santos
- 1947: Le Diable au corps de Claude Autant-Lara
- 1948: Ruy Blas de Pierre Billon
- 1948: Bagarres de Henri Calef
- 1948: Les Parents terribles de Jean Cocteau
- 1949: Jean de la Lune de Marcel Achard
- 1949: Sabela de Cambados de Ramón Torrado
- 1949: La Femme nue d'André Berthomieu
- 1950: La Fuente enterrada d'Antonio Fernández-Román
- 1950: La Beauté du diable de René Clair
- 1950: L'Homme de joie de Gilles Grangier
- 1950: La Noche del sábado de Rafael Gil
- 1951: L'Amant de paille de Gilles Grangier
- 1951: La dama de Fátima de Rafael Gil
- 1952: Le Désir et L'Amour de Henri Decoin
- 1952: De Madrid al cielo de Rafael Gil
- 1952: Bal Tabarin de Philip Ford
- 1952: Plume au vent de Louis Cuny
- 1953: Les Amants de Tolède (Le coffre et le revenant) de Henri Decoin
- 1953: Les Amants de minuit de Roger Richebé
- 1953: Nadie lo sabrá de Ramón Torrado
- 1954: Les Intrigantes de Henri Decoin
- 1954: Le Grand Jeu de Robert Siodmak
- 1954: Secrets d'alcôve (sketch "Riviera Express") de Ralph Habib
- 1954: La Chair et le Diable, de Jean Josipovici
- 1954: Le Rouge et le Noir de Claude Autant-Lara
- 1954: La bella Otero de Richard Pottier
- 1954: French Cancan de Jean Renoir
- 1955: Sophie et le Crime de Pierre Gaspard-Huit
- 1956: Lola Torbellino de René Cardona
- 1956: Les salauds vont en enfer de Robert Hossein
- 1956: La Fille de l'ambassadeur de Norman Krasna
- 1956: Calle Mayor de Juan Antonio Bardem
- 1956: Bonsoir Paris, bonjour l'amour de Ralph Baum
- 1956: Notre Dame de Paris de Jean Delannoy
- 1957: Que les hommes sont bêtes de Roger Richebé
- 1957: Bitter Victory de Nicholas Ray
- 1957: Pot-Bouille de Julien Duvivier
- 1958: Incognito (Cherchez la femme) de Patrice Dally
- 1959: John Paul Jones de John Farrow
- 1959: La casa de la Troya de Rafael Gil
- 1959: Katia de Robert Siodmak
- 1960: Me faire ça à moi de Pierre Grimblat
- 1960: El Litri y su sombra de Rafael Gil
- 1960: Ça peut toujours servir (Une nuit à Monte Carlo) de Georg Jacoby
- 1960: Recours en grâce de László Benedek
- 1960: Les Mordus de René Jolivet
- 1960: Chien de pique de Yves Allégret
- 1960: Ça va être ta fête de Pierre Montazel
- 1961: Une grosse tête de Claude De Givray
- 1961: L'Affaire Nina B. de Robert Siodmak
- 1962: Vista des del pont de Sidney Lumet
- 1962: Rogelia de
- 1962: Lulu de Rolf Thiele
- 1962: Bonne chance, Charlie (De la poudre et des balles) de Jean-Louis Richard
- 1962: L'Empire de la nuit de Pierre Grimblat
- 1963: Comme s'il en pleuvait de Robert Parrish
- 1963: A l'estil francès de Robert Parrish
- 1964: El Escándalo de Javier Setó
- 1964: Mata Hari, agent H21 de Jean-Louis Richard
- 1965: La Famille Hernandez de Geneviève Baïlac
- 1965: Cent briques et des tuiles de Pierre Grimblat
- 1965: Le Journal d'une femme en blanc de Claude Autant-Lara
- 1966: Nouveau journal d'une femme en blanc de Claude Autant-Lara
- 1966: Et la femme créa l'amour de Fabien Collin
- 1967: Johnny Banco de Yves Allégret
- 1968: Le Franciscain de Bourges de Claude Autant-Lara
- 1968: La Permission de Melvin Van Peebles
- 1968: Phèdre de Pierre Jourdan
- 1968: Un Día es un día de Francisco Prósper
- 1969: Sangre en el ruedo de Rafael Gil
- 1969: Les Patates de Claude Autant-Lara
- 1970: ¡Se armó el belén! de José Luis Sáenz de Heredia
- 1973: Symposium de Dimitris Kollatos
- 1973: No encontré rosas para mi madre de Francesc Rovira i Beleta
- 1975: Docteur Justice de Christian-Jaque
- 1979: Fidelio de Pierre Jourdan
- 1982: Y a-t-il un Français dans la salle ? de Jean-Pierre Mocky